# 毛萼厚壳树
毛萼厚壳树（学名：Ehretia laevis）为紫草科厚壳树属下的一个种。

## 扩展阅读
- 維基物種上的相關：毛萼厚壳树